# Jawad Anani
Jawad Ahmad al-Anani (arabisch جواد العناني, DMG Ǧawād al-ʿAnānī; * 28. Juni 1943 in Halhul, Palästina) ist ein jordanischer Politiker und Wirtschaftswissenschaftler.

## Leben
Jawad Anani begann nach dem Schulbesuch ein grundständiges Studium an der American University in Cairo, das er 1967 mit einem Bachelor beendete. Er wurde danach Mitarbeiter der Abteilung für Wirtschaftsforschung der Zentralbank von Jordanien. Ein zugleich begonnenes postgraduales Studium der Wirtschaftswissenschaften an der Vanderbilt University schloss er 1970 mit einem Master ab. Nach seiner Rückkehr war er von 1971 bis 1973 Leiter der Abteilung für Außenwirtschaftsforschung der Zentralbank von Jordanien. Danach erwarb er 1975 zudem einen Doktor der Wirtschaftswissenschaften (Ph.D.) an der University of Georgia und fungierte nach seiner Rückkehr zwischen 1975 und 1977 als Leiter der Abteilung für Wirtschaftsforschung der Zentralbank von Jordanien. 1977 wechselte er in Arbeitsministerium und war in diesem bis 1977 Unterstaatssekretär für soziale Sicherheit.
Im Kabinett von Ministerpräsident Abdelhamid Sharaf bekleidete Anani zwischen 1979 und 1980 den Posten als Minister für Versorgung und war anschließenden von 1980 bis 1984 Arbeitsminister im zweiten Kabinett von Ministerpräsident Mudar Badran. Im darauf folgenden Kabinett von Ministerpräsident Ahmad Obeidat fungierte er zwischen 1984 und 1985 als Minister für Industrie, Handel und Tourismus. Nachdem er von 1985 bis 1986 Direktor des Büros für Sonderforschungen war, bekleidete er zwischen 1986 und 1989 das Amt als Präsident der 1970 von Prinz Hassan ibn Talal gegründeten Königlichen Wissenschaftlichen Gesellschaft. Er gehörte zwischen 1991 und 1993 der jordanischen Delegation bei der Madrider Konferenz für einen Friedensprozess im Nahen Osten zur Beilegung des Nahostkonflikts sowie 1993 kurzzeitig Mitglied des Vorstands der 1956 auf Anregung von Prinz Hassan ibn Talal von dem irakischen Ökonom Ahmad al-Dschalabi gegründeten Petra Bank.
1993 wurde Jawad Anani Mitglied des Senats (Maǧlis al-Aʿyān), des Oberhauses des Parlaments (Maǧlis al-Umma), und gehörte diesem bis 2001 an. Zugleich wurde er 1993 Informationsminister im ersten Kabinett von Ministerpräsident Abdelsalam al-Majali und hatte dieses Ministeramt bis 1995 inne. Im zweiten Kabinett von Ministerpräsident Abdelsalam al-Majali fungierte er zwischen 1997 und 1988 als Vize-Ministerpräsident für Entwicklung. Er übernahm zudem im Rahmen einer Kabinettsumbildung am 17. Februar 1998 von Fayez Tarawneh das Amt des Außenministers und hatte dieses Amt bis zu seiner Ablösung durch Abdul Ilah al-Chatib am 19. August 1998 inne. Daraufhin fungierte er zwischen 1998 und 1999 als Chef des Königlichen Hofes und war als solcher der Letzte, der dieses Amt unter dem am 7. Februar 1999 verstorbenen König Hussein I. innehatte.
Anani war zwischen 2012 und 2013 als Präsident des Wirtschafts- und Sozialrates und engagierte sich als solcher auch im Golf-Kooperationsrat. Er wurde 2013 abermals Mitglied des Senats. Im Kabinett von Ministerpräsident Hani al-Mulki fungierte er zwischen dem 1. Juni 2016 und dem 15. Januar 2017 als Vize-Ministerpräsident für Wirtschaftsangelegenheiten. Er war zudem in Personalunion vom 1. Juni bis zum 28. September 2016 erst Minister für Industrie, Handel und Versorgung sowie im Anschluss zwischen dem 28. September 2016 und dem 17. Januar 2017 Staatsminister für Investitionen.

## Veröffentlichung
- Peace-making. The Inside Story of the 1994 Jordanian-Israeli Treaty, Mitautoren Abdelsalam al-Majali und Munther Haddadin, University of Oklahoma Press, 2006, ISBN 978-0-8061-3-7650